# 哈爾·道格拉斯
哈洛德·道格拉斯（英語：Harold Douglas，1924年9月1日—2014年3月7日），暱稱哈爾·道格拉斯（Hal Douglas），原名哈洛德·科亨（Harold Cohen），生於美國康乃狄克州斯坦福，配音員，曾為美國多部電影、廣告、紀錄片及電視影集配音。

## 生平
在第二次世界大戰期間，曾在軍隊服役。戰後，進入邁阿密大學，主修戲劇。1960年代，他居住在紐約市，擔任廣告及電視的製片。在1970年代初期，開始擔任旁白的工作。
2014年3月7日，因胰臟癌及多重併發症，在維吉尼亞州洛維茨維拉（Lovettsville）自宅過世。